# Buch-St. Magdalena
Buch-St. Magdalena (Buch-Sankt Magdalena) – gmina w Austrii, w kraju związkowym Styria, w powiecie Hartberg-Fürstenfeld. Liczy 2168 mieszkańców (1 stycznia 2015). Powstała 1 stycznia 2013 z połączenia gmin Buch-Geiseldorf oraz Sankt Magdalena am Lemberg.

## Współpraca
Miejscowość partnerska:
- Schmalegg – dzielnica Ravensburga, Niemcy